# Khadim N’Diaye
Serigne Khadim N’Diaye (ur. 30 listopada 1984 w Dakarze) – piłkarz senegalski grający na pozycji bramkarza.

## Kariera klubowa
Karierę piłkarską N’Diaye rozpoczął w klubie Espoir Saint Louis. W sezonie 2002/2003 zadebiutował w nim w lidze senegalskiej. Występował w nim przez pięć sezonów. W 2007 roku odszedł do zespołu Casa Sports z miasta Ziguinchor. Jego bramki bronił do końca 2008 roku. W 2009 roku podpisał kontrakt z ASC Linguère z Saint-Louis. W 2009 roku wywalczył z nim mistrzostwo Senegalu. W 2012 był wypożyczony do Kalmar FF, w którym nie rozegrał żadnego meczu. W 2013 był zawodnikiem ASC Diaraf, z którym sięgnął po Puchar Senegalu. W latach 2013-2019 był piłkarzem gwinejskiego Horoya AC. W sezonach 2014/2015, 2015/2016, 2016/2017, 2017/2018 i 2018/2019 wywalczył z nim pięć mistrzostw Gwinei. Został też wicemistrzem kraju w sezonie 2013/2014 oraz zdobył trzy Puchary Gwinei w latach 2014, 2016 i 2019. W 2019 roku zakończył karierę.

## Kariera reprezentacyjna
W reprezentacji Senegalu N’Diaye zadebiutował w 28 maja 2010 roku w przegranym 0:2 towarzyskim meczu z Danią. W 2012 roku został powołany do kadry na Puchar Narodów Afryki 2012. Od 2010 do 2018 rozegrał w kadrze narodowej 27 meczów.